# 東涌遊泳池
座標: 北緯22度17分22秒 東経113度56分17秒 / 北緯22.28932度 東経113.93809度

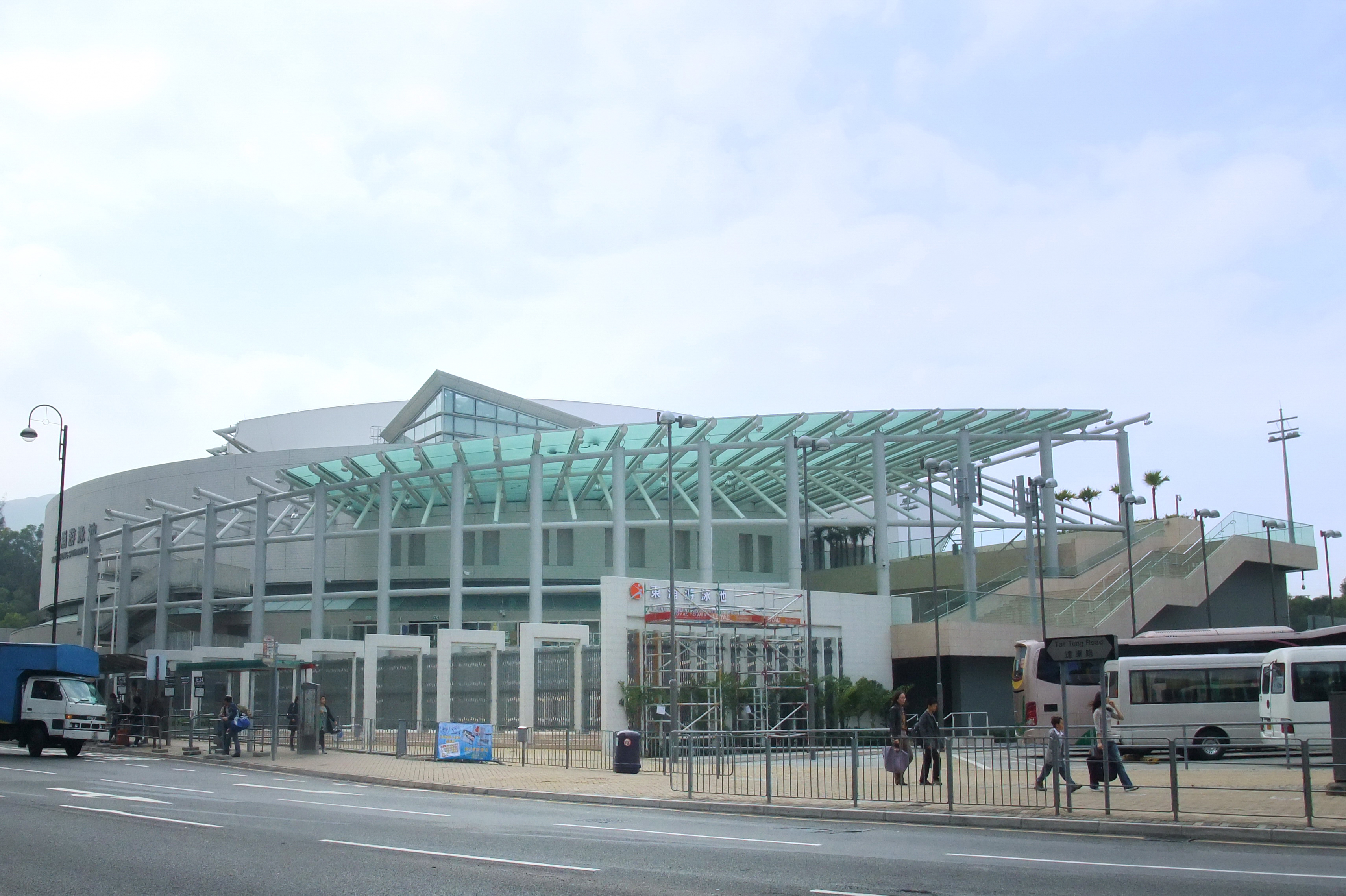
東涌游泳池。前方にあるのは達東路

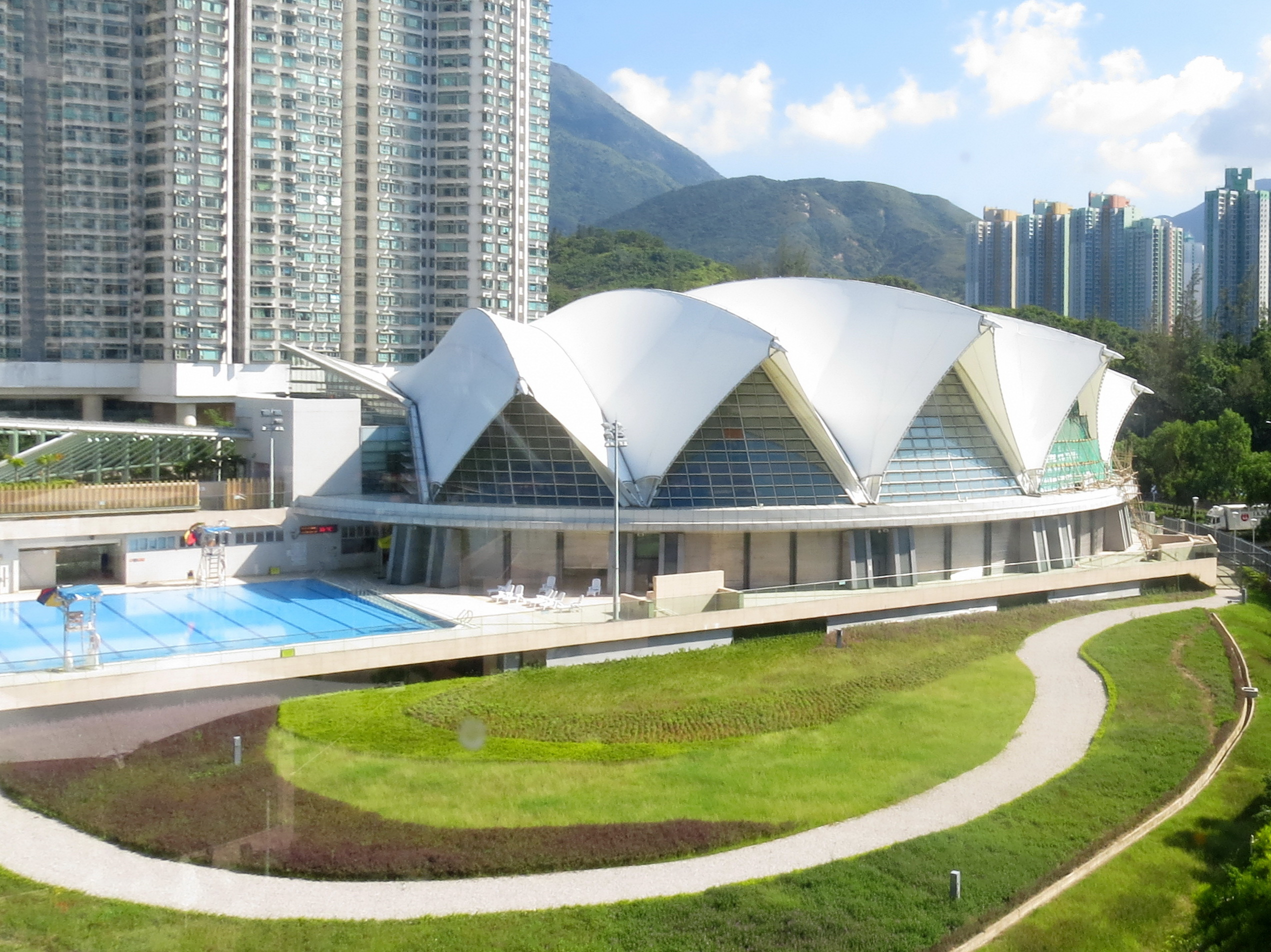
北側から見た東涌遊泳池

東涌遊泳池 (英語: Tung Chung Swimming Pool) は、香港離島区ランタオ島東涌達東路にあるプールであり、2011年に開館した。香港娯楽・文化局が管理しており、呂元祥建築士事務所が設計した。東涌遊泳池は、ランタオ島にある2カ所目のプールであり、島内で唯一の50mプールと屋内公共プールを設置している。面積は16,616㎡。
プールの開業によって、それまで東涌の住民がプールを使う場合には、ランタオ島南部の梅窩遊泳池や青衣遊泳池まで交通機関を使って行かなければならないという不便さが解消された。近くの小中学校の水泳の授業や水泳競技にも使用されている。

## 施設

### 屋内施設
- 50mプール
- 観客席（1,000人収容）
- 電子点数板
- 更衣室（家庭用更衣室を含む）

### 屋外施設
- 25mプール

## 営業時間
- プールは毎週火曜日に大清掃を行っており、この日は休業日となる。また、火曜日が祝日に該当する場合、翌水曜日が休業日となる。

### 夏季 (4月 - 10月)
- 06:30-22:00（3つの開放時間にわけられている）
  - 第1節：06:30-12:00
  - 第2節：13:00-18:30
  - 第3飾：19:30-22:00

### 冬季 (11月 - 3月)
- 06:30-21:30（3つの開放時間にわけられている。屋内施設のみ）
  - 第1節：06:30-12:00
  - 第2節：13:00-18:00
  - 第3飾：19:30-21:30

## 将来
東涌遊泳池付近には、プールの拡張地として緑地が意図的に残されており、将来的に東涌の人口が増加し、需要が増えた場合には新たに遊技用プールや飛び込み用のプールなどを設置できるようになっている。

## 交通
- MTR東涌駅
- バス

## 近隣施設
- MTR・昂坪360 東涌駅
- 東薈城
- 富東邨
- 裕東苑
- 東堤湾畔